# Maria Ferrari
Maria Ferrari (L'Aquila, 29 marzo 1824 – L'Aquila, 11 febbraio 1896) è stata un'educatrice e filantropa italiana, fondatrice delle Suore zelatrici del Sacro Cuore.

## Biografia
Nata con il nome di Maria Caterina Giovanna all'Aquila nel 1824 da Sabatino e Luisa Rotilio, diventò fin da giovane una benefattrice nei confronti dei poveri e degli ammalati della città. Nella sua casa aprì un ricovero per giovani in difficoltà, insegnò il catechismo della Chiesa cattolica e aiutò economicamente diverse istituzioni religiose cittadine.
Dal 1871, alla morte della madre, si dedicò totalmente alla vita religiosa. Nel 1880 ottenne dall'arcivescovo Luigi Filippi il permesso di tenere il Santissimo Sacramento nella cappella annessa alla sua abitazione e nel 1887 fondò nella stessa cappella l'Associazione delle Guardie d'Onore al Sacro Cuore.
Nella fine degli anni 1880 scrisse il primo regolamento per la compagnia delle Pie Dame del Cuore di Gesù, che nel 1890/91 ottennero il riconoscimento formale della Chiesa cattolica, diventando le Suore zelatrici del Sacro Cuore. La compagnia portò avanti le attività di assistenza iniziate dalla fondatrice e dette inizio, tra l'altro, a una scuola materna. Maria Ferrari morì all'Aquila nel 1896 per malattia, ma la congregazione delle zelatrici del Sacro Cuore si è da allora diffusa in tutto il mondo.

## Canonizzazione
Maria Ferrari possiede il titolo di serva di Dio, in quanto il 15 marzo 1997 la Congregazione delle cause dei santi concesse il nulla osta per l'avvio del processo di beatificazione.